# Beyonce Defreitas
Beyonce Defreitas (* 9. März 2001) ist eine Leichtathletin von den Britischen Jungferninseln, die sich auf den Sprint spezialisiert hat.

## Sportliche Laufbahn
Erste internationale Erfahrungen sammelte Beyonce Defreitas im Jahr 2014, als sie bei den CARIFTA-Games in Fort-de-France mit 58,05 s in der ersten Runde im 400-Meter-Lauf in der U18-Altersklasse ausschied. Im Jahr darauf belegte sie bei den CARIFTA-Games in Basseterre in 24,50 s den fünften Platz im 200-Meter-Lauf und 2016 wurde sie bei den CARIFTA-Games in St. George’s in 23,97 s Vierte über 200 Meter und gewann mit der 4-mal-400-Meter-Staffel in 3:47,43 min die Bronzemedaille. Bei den CARIFTA-Games 2017 in Willemstad gelangte sie mit 24,25 s auf Rang sechs über 200 Meter und belegte mit der 4-mal-100-Meter-Staffel in 47,16 s den vierten Platz. Anschließend gewann sie bei den Commonwealth Youth Games in Nassau in 23,88 s die Silbermedaille über 200 Meter. Im Jahr darauf schied sie bei den CARIFTA-Games ebendort mit 11,89 s in der ersten Runde im 100-Meter-Lauf in der U20-Altersklasse aus und 2019 gewann sie bei den CARIFTA-Games in George Town in 23,79 s die Bronzemedaille über 200 Meter und anschließend schied sie bei den Panamerikanischen U20-Meisterschaften in San José mit 24,39 s im Vorlauf aus. Im selben Jahr begann sie auch ein Studium an der University of Central Florida. 2022 schied sie bei den U23-Karibikspielen in Guadeloupe mit 12,16 s in der ersten Runde über 100 Meter aus und anschließend startete sie dank einer Wildcard über 200 Meter bei den Weltmeisterschaften in Eugene und kam dort mit 23,81 s nicht über die erste Runde hinaus. Daraufhin gelangte sie bei den Commonwealth Games in Birmingham bis ins Halbfinale über 200 Meter und schied dort mit 23,81 s aus. Im Jahr darauf belegte sie bei den Zentralamerika- und Karibikspielen in San Salvador in 23,34 s den sechsten Platz über 200 Meter und verpasste über 100 Meter mit 11,84 s den Finaleinzug. Anschließend gewann sie bei den U23-NACAC-Meisterschaften in San José in 23,59 s die Silbermedaille über 200 Meter hinter der US-Amerikanerin Mia Brahe-Pedersen und sicherte sich in 11,41 s die Bronzemedaille über 100 Meter hinter Brahe-Pedersen und Leah Bertrand aus Trinidad und Tobago. 2024 schied sie bei den Hallenweltmeisterschaften in Glasgow mit 7,44 s in der ersten Runde im 60-Meter-Lauf aus und im Jahr darauf schied sie bei den Hallenweltmeisterschaften in Nanjing mit 7,37 s im Halbfinale aus.

## Persönliche Bestleistungen
- 100 Meter: 11,39 s (0,0 m/s), 13. Mai 2023 in Tampa
  - 60 Meter (Halle): 7,26 s, 22. März 2025 in Nanjing
- 200 Meter: 22,81 s (+1,4 m/s), 14. Mai 2023 in Tampa
  - 200 Meter (Halle): 23,34 s, 25. Februar 2023 in Birmingham
- 400 Meter: 55,48 s, 14. Mai 2016 in Clermont
  - 400 Meter (Halle): 56,00 s, 5. Februar 2022 in College Station